# Kurt Schindler (Radsportler)
Kurt Schindler (* 29. Juli 1905 in Chemnitz; † unbekannt) war ein deutscher Radrennfahrer und nationaler Meister im Radsport.

## Sportliche Laufbahn
Schindler war Bahnradsportler. Als Amateur wurde er 1924 mit dem RV Presto Chemnitz Vize-Meister im Mannschaftszeitfahren auf der Straße. Danach wandte er sich mehr und mehr dem Stehersport zu. Viermal (1932, 1937, 1940 und 1941) wurde er Dritter der Deutschen Meisterschaft im Steherrennen. Mehrfach gewann er den Großen Preis von Chemnitz im Steherrennen. 1939 siegte er im Goldenen Rad von Erfurt.
Von 1932 bis 1944 war er als Berufsfahrer aktiv. 1944 beendete er nach einem schweren Sturz in Hannover seine Karriere als Radprofi. Nach dem Zweiten Weltkrieg blieb er dem Radsport als Schrittmacher bei Steherrennen, zunächst in der DDR, dann nach 1961 in der Bundesrepublik verbunden. Am 1. Juni 1947 bestand er seine Prüfung als Schrittmacher auf der Radrennbahn Andreasried in Erfurt. Als Schrittmacher gewann er die nationale Meisterschaft im Steherrennen zweimal. 1958 und 1959 führte er Heinz Jakobi zum Titel bei den Profis.

## Familiäres
Er ist der Vater von Peter Schindler und Kurt Schindler jr., die ebenfalls im Stehersport aktiv waren.